# Domingos Quina
Domingos Quina (18 november 1999) is een Portugees−Guinee-Bissaus voetballer die doorgaans als middenvelder speelt. Hij tekende in september 2024 een contract bij Pafos, dat circa €600.000,- voor hem betaalde aan Udinese. Zijn vader, Samuel Quina, kwam tot een handvol wedstrijden in het Portugees voetbalelftal.

## Clubcarrière
Quina werd geboren in het West-Afrikaanse land Guinee-Bissau en immigreerde als kind naar Portugal. Hij begon met voetballen in de jeugd bij Benfica. Hij verruilde de jeugdopleiding van Benfica in 2013 voor die van Chelsea. Quina tekende in mei 2016 voor West Ham United, met het vooruitzicht dat hij in juli zou toe treden tot het elftal en op zijn zeventiende verjaardag een professioneel contract zou tekenen. Quina maakte op zestienjarige leeftijd zijn debuut in een met 2−1 verloren Europa League kwalificatiewedstrijd uit tegen NK Domzale. Hij kwam na 80 minuten het veld in als vervanger van Michail Antonio. In de return speelde Quina ook nog enkele minuten mee. Deze wedstrijd werd met 3−0 gewonnen, waardoor West Ham United doorging naar de kwalificatieronde voor plaatsing van het eindtoernooi. In november, toen Quina 17 was geworden, tekende hij een contract tot medio 2019 bij West Ham.
Op 9 augustus 2018 tekende Quina een vierjarig contract bij Watford voor een niet bekendgemaakt bedrag. Hij maakte zijn Watford-debuut op 29 augustus in een tweede ronde van de EFL Cup tegen Reading. Hij was gelijk trefzeker bij zijn debuut en de wedstrijd werd met 2-0 gewonnen. Hij maakte zijn Premier League-debuut voor de club op 4 december 2018 als invaller in een 2-1 thuisnederlaag tegen Manchester City.  Op 15 december werd hij de jongste Watford-speler die scoorde in de Premier League, in een wedstrijd tegen Cardiff City.
Op 1 februari 2021 werd Quina voor het restant van het seizoen verhuurd aan het Spaanse Granada CF. Gedurende het seizoen 2021/22 speelde hij op huurbasis voor de Engelse tweedeklasser Fulham. De club had in het contract ook een optie tot koop opgenomen. Door een gebrek aan speelminuten werd de verhuurperiode halverwege vroegtijdig beëindigd en mocht Quina het lopende seizoen verhuurd afmaken bij competitiegenoot Barnsley.
Na nog twee verhuurperiodes aan respectievelijk Elche CF en Rotherham United, liep het contract van Quina bij Watford in de zomer van 2023 af. Hij ging vervolgens aan de slag bij Udinese, dat hem in januari 2024 op huurbasis stalde bij FC Vizela in Portugal. In september 2024 sloot Quina aan bij de Cypriotische club Pafos FC. Met de club won hij in 2025 de landstitel, de eerste uit de clubgeschiedenis. 

## Clubstatistieken
| Club                | Seizoen         | Competitie      | Competitie | Competitie | FA Cup | FA Cup | League Cup | League Cup | Europa | Europa | Overig | Overig | Totaal | Totaal |
| Club                | Seizoen         | Divisie         | Wed.       | Dlp.       | Wed.   | Dlp.   | Wed.       | Dlp.       | Wed.   | Dlp.   | Wed.   | Dlp.   | Wed.   | Dlp.   |
| ------------------- | --------------- | --------------- | ---------- | ---------- | ------ | ------ | ---------- | ---------- | ------ | ------ | ------ | ------ | ------ | ------ |
| West Ham United     | 2016–17         | Premier League  | 0          | 0          | 0      | 0      | 0          | 0          | 2      | 0      | —      | —      | 2      | 0      |
| West Ham United     | 2017/18         | Premier League  | 0          | 0          | 1      | 0      | 3          | 0          | —      | —      | —      | —      | 4      | 0      |
| West Ham United     | Totaal          | Totaal          | 0          | 0          | 1      | 0      | 3          | 0          | 2      | 0      | 0      | 0      | 6      | 0      |
| Watford             | 2018/19         | Premier League  | 8          | 1          | 3      | 0      | 2          | 1          | —      | —      | —      | —      | 13     | 2      |
| Watford             | 2019/20         | Premier League  | 4          | 0          | 2      | 0      | 3          | 0          | —      | —      | —      | —      | 9      | 0      |
| Watford             | 2020/21         | Championship    | 14         | 1          | 0      | 0      | 1          | 0          | —      | —      | —      | —      | 15     | 1      |
| Watford             | Totaal          | Totaal          | 26         | 2          | 5      | 0      | 6          | 1          | 0      | 0      | 0      | 0      | 37     | 3      |
| Granada (huurbasis) | 2020/21         | La Liga         | 8          | 2          | 0      | 0      | 0          | 0          | —      | —      | —      | —      | 8      | 2      |
| Carrière totaal     | Carrière totaal | Carrière totaal | 34         | 4          | 6      | 0      | 9          | 1          | 2      | 0      | 5      | 0      | 56     | 5      |

## Interlandcarrière
Quina kwam uit voor verschillende Portugese jeugdelftallen. In mei 2016 won hij met Portugal onder 17 het EK onder 17. Een jaar later bereikte hij met Portugal onder 19 de EK-finale, waarin de leeftijdsgenoten van Engeland te sterk bleken. In 2018 werd het EK onder 19 wel gewonnen.

## Erelijst
| Competitie            | Aantal       | Jaren        |              |              |
| Portugal –17          | Portugal –17 | Portugal –17 | Portugal –17 | Portugal –17 |
| --------------------- | ------------ | ------------ | ------------ | ------------ |
| Europees kampioen –17 | 1x           | 2016         |              |              |
| Portugal –19          |              |              |              |              |
| Europees kampioen –19 | 1x           | 2018         |              |              |